# Gotha P.60
Die Gotha P.60 war das Projekt eines strahlgetriebenen Jagdflugzeugs in der Endphase des Zweiten Weltkriegs, das bei der Gothaer Waggonfabrik 1945 als Weiterentwicklung des Nurflüglers Horten H IX von Rudolf Göthert (1912–1973) entworfen wurde. Ein erster Entwurf datiert auf den 8. Januar des Jahres. Obwohl das Reichsluftfahrtministerium vom Entwurf überzeugt war – eine von Göthert angefertigte Projektmappe war am  11. März 1945 zur Begutachtung eingereicht worden – kam es aufgrund der Kriegsereignisse zu keiner praktischen Umsetzung.

## Konstruktion
Es handelt sich um einen Nurflügel mit einziehbarem Bugradfahrwerk und kleinen Seitenflossen an den äußeren Flächen. Als Antrieb waren Strahltriebwerke der Typen BMW 003, Junkers Jumo 004 oder Heinkel HeS 011 (je nach Version) geplant. Je eins sollte auf Ober- und Unterseite des hinteren Mittelflügels symmetrisch zueinander angebracht werden. Diese Anordnung sollte für einen besseren Seitenleitwerkseffekt und bessere Stabilität um die Hochachse sorgen. Die beiden Piloten hätten bei den als reine Nurflügler ausgelegten Versionen P.60 A und B leicht versetzt in der verglasten Flügelvorderkante nebeneinander gelegen. Als kritisch wurden die schlechten Ausstiegsmöglichkeiten der Piloten bei dieser Positionierung betrachtet. Für die als Nachtjäger vorgesehene Ausführung P.60 C waren ein kurzer Rumpf mit fließendem Übergang zum Flügel vorgesehen, um Platz für den Einbau des für diesen Zweck notwendigen Funkmessgeräts FuG 240 zu schaffen. Die zweiköpfige Besatzung hätte sich ebenfalls darin in konventioneller Sitzposition hintereinander befunden. Die Konstruktion sah einen mit Holz beplankten Stahlrohrrahmen vor.

## Technische Daten
| Kenngröße                   | Daten (Gotha P.60 A)                                 | Daten (Gotha P.60 C)                                                         |
| --------------------------- | ---------------------------------------------------- | ---------------------------------------------------------------------------- |
| Verwendung                  | schwerer Jäger                                       | Nachtjäger                                                                   |
| Besatzung                   | 2                                                    | 2                                                                            |
| Länge                       | 9,50 m                                               | 10,90 m                                                                      |
| Spannweite                  | 12,40 m                                              | 13,50 m                                                                      |
| Höhe                        | 3,15 m                                               | 3,40 m                                                                       |
| Flügelfläche                | 46,8 m²                                              | 54,70 m²                                                                     |
| Flügelpfeilung              | 46°                                                  | 45°                                                                          |
| Flügelstreckung             | 3,3                                                  | 3,3                                                                          |
| Flächenbelastung            | 159 kg/m²                                            | 192 kg/m²                                                                    |
| Rüstmasse                   | 4.190 kg                                             | 5.346 kg                                                                     |
| Startmasse                  | 7.350 kg                                             | 10.740 kg                                                                    |
| Antrieb                     | 2 × BMW 003                                          | 2 × Junkers Jumo 004                                                         |
| Treibstoffvolumen           | ca. 2.500 l                                          | 3.500 l                                                                      |
| Höchstgeschwindigkeit       | 915 km/h in 7.000 m Höhe                             | 930 km/h in 8.000 m Höhe                                                     |
| Anfangssteiggeschwindigkeit | 14 m/s                                               | 17,5 m/s                                                                     |
| Steigzeit                   | 14,1 min auf 8.000 m Höhe 21,5 min auf 10.000 m Höhe | 7,7 min auf 6.000 m Höhe 24,4 min auf 12.000 m Höhe                          |
| Dienstgipfelhöhe            | 12.500 m                                             | 13.300 m                                                                     |
| Reichweite                  | 1.600 km in 12.000 m Höhe                            | ca. 2.200 km                                                                 |
| Flugdauer                   | ca. 2 h in 12.000 m Höhe                             | 2,82 h in 13.000 m Höhe                                                      |
| Bewaffnung                  | 4 × MK 108 oder 2 × MK 103                           | 4 × MK 108 oder MK 213 2–4 × MK 108 oder MK 213 als „Schräge Musik“-Rüstsatz |